# 住友不動産新宿セントラルパークタワー
住友不動産新宿セントラルパークタワー（すみともふどうさんしんじゅくセントラルパークタワー、SUMITOMO FUDOSAN SHINJUKU CENTRAL PARK TOWER）は東京都新宿区西新宿6丁目に位置する超高層ビルである。

## 概要
「西新宿六丁目計画」という仮称で計画が開始、2017年6月に「住友不動産西新宿六丁目プロジェクト」として着工し、2019年8月に竣工した。西新宿エリア初の高さ100 m超免震オフィスタワー。高層部はオフィス、低層部は集合住宅「ラ・トゥール新宿アネックス」が入居している。
DBJ Green Building 2023で5 STARSを取得している。
地上33階、地価2階、塔屋2階建て、高さ156.90 m。住宅部の総戸数は102戸。設計は日建設計、施工は大成建設、デベロッパーは住友不動産が担当する。

## 入居者
- 株式会社SFIDA X （東京本社）
- 株式会社助太刀 （本社）
- マミヤ・オーピー株式会社 （本社）
- エフ・エス株式会社 （本社）
- 株式会社ビースタイルホールディングス （本社）
- エン・ジャパン株式会社 （東京第2オフィス）
- 株式会社スタイル・フリー （本社）
- 株式会社セガ エックスディー （本社）
- 株式会社ゲームカード・ジョイコホールディングス （西新宿事務所）
- 日本ゲームカード株式会社 （本社）
- 株式会社バークリーコンサルティング （本社）
- 株式会社ハロネット （本社）

## 交通アクセス
- 都営地下鉄大江戸線
  - 都庁前駅 徒歩6分
  - 西新宿五丁目駅 徒歩6分
- 東京メトロ丸ノ内線 西新宿駅 徒歩9分
- 新宿駅A5・A17出口 徒歩13分[8]